# Ilimane Diop
Ilimane Diop Gaye (Dakar, 4 april 1995) is een Senegalees-Spaans basketballer.

## Carrière
Diop werd geboren in Senegal maar groeide op in Spanje. Hij speelde van 2011 tot 2021 voor Saski Baskonia en werd tweemaal uitgeleend aan Araberri Basket Club en UPV Álava. Van 2021 tot 2022 speelde hij voor CB Gran Canaria. In 2022 tekende hij bij UCAM Murcia en speelde er een seizoen. In augustus 2023 tekende hij bij Baloncesto Málaga maar verliet de club alweer in oktober en tekende bij de Belgische landskampioen BC Oostende. Bij Oostende speelde hij tot begin januari 2024 toen hij de overstap maakte naar de Spaanse eersteklasser CB 1939 Canarias.
In de zomer zou hij voor Força Lleida CE gaan spelen maar hij bleef bij Tenerife. Hij verliet Tenerife in januari 2025 voor het Libanese Al Riyadi Club Beirut.

## Privéleven
Zijn broer Mamadou Diop was ook een profbasketballer.

## Erelijst
- Spaans landskampioen: 2020